# Cambridge University Press

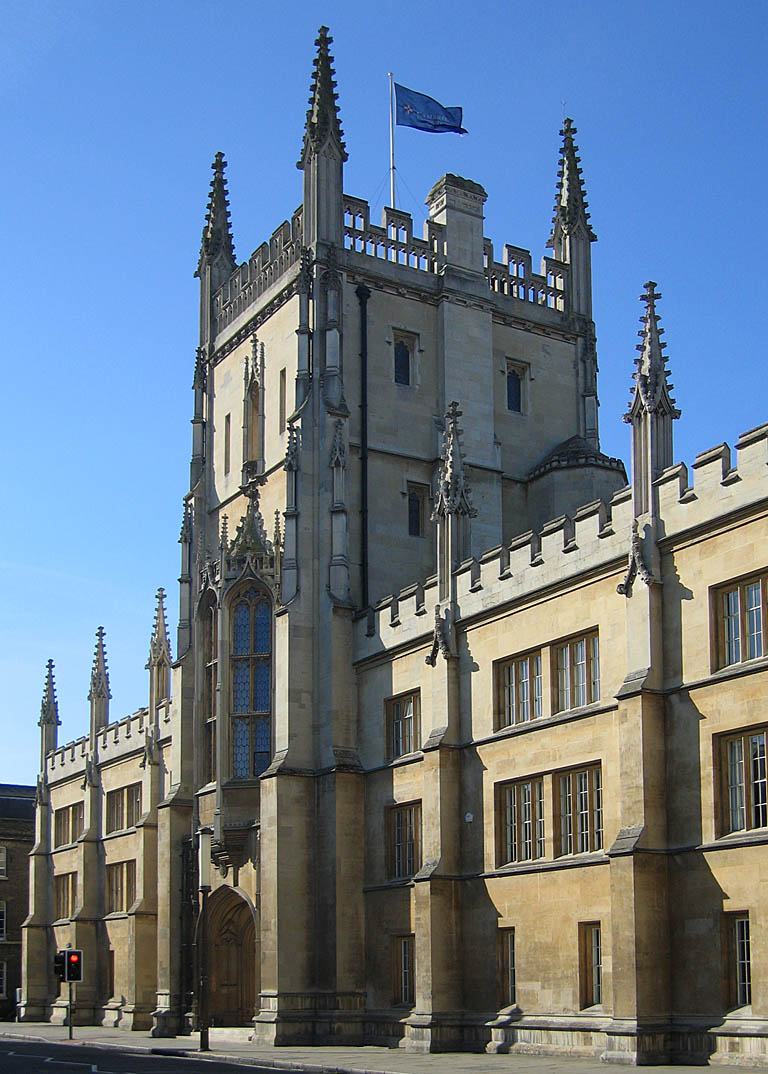
Edificio donde se encuentra la oficina central de la Cambridge University Press, en Trumpington Street, Cambridge.

Cambridge University Press (conocida en inglés coloquialmente como CUP) es una editorial que recibió su Royal Charter de la mano de Enrique VIII en 1534, y es considerada una de las dos editoriales privilegiadas de Inglaterra (la otra es la Oxford University Press). Publicó su primer libro en 1584, llegando a publicar un libro anualmente desde entonces, lo que la convierte en la editorial más antigua del mundo. Tiene por igual un corte académico y educacional, se trata de una factoría de libros, siendo además la que imprime los documentos oficiales de la Universidad de Cambridge. Entre los autores que han publicado en Cambridge se incluyen: John Milton,
William Harvey, Isaac Newton, Brian J. Ford y Stephen Hawking. La CUP ha sido de las primeras instituciones exentas de impuestos en Inglaterra desde el 1976.
En la actualidad es una organización global con un estilo de operar muy regional, tiene oficinas en América, Reino Unido, Europa, Oriente Medio y África, así como en Asia y el Pacífico. Tiene sus oficinas centrales en Cambridge, y centros de almacenaje en Cambridge, Nueva York, Melbourne, Madrid, Ciudad del Cabo, São Paulo y Singapur, con oficinas y agencias en otros países.